# تران تین کیم
تران تین کیم (ویتنامی: Trần Thiện Khiêm) (زادهٔ ۱۵ دسامبر ۱۹۲۵ – درگذشته ۲۴ ژوئن ۲۰۲۱) سیاست‌مدار اهل ویتنام بود. وی از سال ۱۹۶۹ تا ۱۹۷۵ نخست‌وزیر کشور ویتنام بود.